# 中央人民广播电台哈萨克语广播
中央人民广播电台哈萨克语广播，前身为1971年5月1日中央人民广播电台开办的哈萨克语节目，原是中央人民广播电台民族之声的一部分。2015年1月1日，从民族之声分离出来，以独立频率方式播出，成为中央人民广播电台第17套广播频道。

## 历史沿革
中央人民广播电台哈萨克语广播节目创办于1971年5月1日，最初每天广播30分钟，后播出时间不断增加，至2014年，每天播出时间为7小时。现在的哈萨克语广播每天播出18小时，面向新疆及周边国家地区播出。

## 节目表
| 0755-0800 开始曲 0800-0830 收听指南 0830-0900 广播杂志 0900-0930 哈语全国新闻联播（重播） 0930-1000 哈语中国报道（重播） 1000-1100 弹起冬不拉 1100-1200 广播影院 1200-1230 社会与法 1230-1300 儿童乐园 1300-1330 哈语新闻和报纸摘要 1330-1400 哈语世界报道 1400-1430 小说连播 1430-1500 经典音乐秀 1500-1530 档案解密 1530-1600 名家讲坛 1600-1700 新视线 1700-1730 哈语新闻和报纸摘要（重播） 1730-1800 哈语世界报道（重播） 1800-1830 广播杂志（重播） 1830-1900 经典音乐秀（重播） 1900-1930 社会与法（重播） 1930-2000 名家讲坛（重播） 2000-2100 弹起冬不拉（重播） 2100-2130 小说连播（重播） 2130-2200 档案解密（重播） 2200-2230 哈语全国新闻联播 2230-2300 哈语中国报道 2300-2330 儿童乐园（重播） 2330-0000 经典音乐秀（重播） 0000-0100 新视线（重播） 0100-0200 广播影院（重播） 0200-0205 结束曲 |

## 频率
- 调频：89.5、90.1MHz
- 中波：1008kHz、1422kHz（位于喀什的国家新闻出版广电总局2022台发射）
- 短波时间频率表（kHz）：山西灵石725台、新疆昌吉654台发射

0755-1300 11630 12055
1300-1400 7340 11630 12055
1400-2000 11630 12055
2000-2200 6180 9630 11630
2200-2300 4850 6180 9630 11630
2300-0000 6145 9630 11630
0000-0100 6015 6145 7340 9630 11630
0100-0205 6145 9630 11630